# Michel de la Vega
Pour les articles homonymes, voir de la Vega.
 (juin 2022).
La mise en forme du texte ne suit pas les recommandations de Wikipédia : il faut le « wikifier ».
Les points d'amélioration suivants sont les cas les plus fréquents. Le détail des points à revoir est peut-être précisé sur la page de discussion.
- Les titres sont pré-formatés par le logiciel. Ils ne sont ni en capitales, ni en gras.
- Le texte ne doit pas être écrit en capitales (les noms de famille non plus), ni en gras, ni en italique, ni en « petit »…
- Le gras n'est utilisé que pour surligner le titre de l'article dans l'introduction, une seule fois.
- L'italique est rarement utilisé : mots en langue étrangère, titres d'œuvres, noms de bateaux, etc.
- Les citations ne sont pas en italique mais en corps de texte normal. Elles sont entourées par des guillemets français : « et ».
- Les listes à puces sont à éviter, des paragraphes rédigés étant largement préférés. Les tableaux sont à réserver à la présentation de données structurées (résultats, etc.).
- Les appels de note de bas de page (petits chiffres en exposant, introduits par l'outil «  Source ») sont à placer entre la fin de phrase et le point final[comme ça].
- Les liens internes (vers d'autres articles de Wikipédia) sont à choisir avec parcimonie. Créez des liens vers des articles approfondissant le sujet. Les termes génériques sans rapport avec le sujet sont à éviter, ainsi que les répétitions de liens vers un même terme.
- Les liens externes sont à placer uniquement dans une section « Liens externes », à la fin de l'article. Ces liens sont à choisir avec parcimonie suivant les règles définies. Si un lien sert de source à l'article, son insertion dans le texte est à faire par les notes de bas de page.
- La présentation des références doit suivre les conventions bibliographiques. Il est recommandé d'utiliser les modèles {{Ouvrage}}, {{Chapitre}}, {{Article}}, {{Lien web}} et/ou {{Bibliographie}}. Le mode d'édition visuel peut mettre en forme automatiquement les références.
- Insérer une infobox (cadre d'informations à droite) n'est pas obligatoire pour parachever la mise en page.

Pour une aide détaillée, merci de consulter Aide:Wikification.
Si vous pensez que ces points ont été résolus, vous pouvez retirer ce bandeau et améliorer la mise en forme d'un autre article.
Michel de la Vega est un prestidigitateur né Michel José Drouet le 22 octobre 1931 à Léry, en Normandie et mort le 28 août 2009 à Granville.

## Biographie
Michel de la Vega est un magicien françaisspécialisé dans les grandes illusions. Très tôt il s'est intéressé à la magie, dès son adolescence il fabrique ses premiers tours et spectacles. Il se marie avec Yvette Camelin en 1951 ; ils ont une fille, Michèle.
En 1951, il participe au congrès international de magie à Paris, où il présente son plus célèbre tour, la malle des Indes revisitée, il remporte le premier prix de la catégorie des grandes illusions. Il modernise le procédé ancien de la malle des Indes par sa vitesse d'exécution : il le réalise en un dixième de seconde.
Pendant son service militaire il est hypnotiseur médical à Paris.
Il apparait ensuite dans l'émission 36 Chandelles de Jean Nohain en 1955, il y reste jusqu'en 1958 en tant qu'invité permanent. Jean Nohain a dit de lui qu'il était le plus "extra-ordinaire magicien du demi siècle".
Il part ensuite au Canada en 1960 où il participe à une tournée de music-hall en compagnie d'Annie Cordy. Il retrouve à Montréal le compositeur français Jean-Jacques Perrey qui lui écrira ses musiques de scène. Michel de la Vega tourne aussi aux États-Unis. Alors qu'il ne parle pas anglais, et se fait repérer par le présentateur vedette de CBS Garry Moore qui l'invite dans son émission I've Got a Secret. Il y revient à trois reprises, parmi lesquelles il exécutera son tour de la malle des Indes avec Garry et l'hypnotisera, pour la première fois en direct, à la télévision américaine.
Il se produit dans les talk-show télévisés des années 60, le The Tonight Show présenté par Jack Paar (qui y recevait le président Kennedy en 1959) ou The Ed Sullivan Show.Ainsi que dans l'émission bilingue canadienne pour enfants Caravan.
En 1964 il fait sensation en hypnotisant et plaçant en état de catalepsie, en direct à la télévision, la célèbre présentatrice canadienne Michelle Tisseyre dans l'émission Aujourd'hui sur CBFT. L'émission marqua les esprits du public et en 1965 l'hebdomadaire canadien Le petit journal, lui propose d'écrire une série de 13 articles intitulé Initiation au monde de l'inconnu sur les thèmes de l'hypnotisme, l'illusionnisme, l'astrologie, la sorcellerie... Ces articles précédent une série d'émissions de TV que Michel de la Vega présentera sur la chaîne Canal 10.
En 1965 dans l'émission The Hollywood Palace  il réalise un numéro de lévitation en suspendant sur la pointe d'un sabre l'actrice Janet Leigh, célèbre protagoniste de la scène de la douche dans le film Psychose d'Alfred Hitchock.
Michel de la Vega partage la vedette avec Jane Birkin du court-métrage de fiction Le Rat Noir, réalisé par Philippe Le Tellier pour l'émission de l'ORTF Dim Dam Dom en 1968.
L'émission À bout portant diffusés sur l'ORTF, lui consacre un épisode de 45 minutes diffusé sur l'ORTF en 1970. Pour agrémenter ce portrait de l'illusionniste sont invités des intervenants tels que Salvador Dali, Jacqueline Huet et Gérard Oury.
Michel de la Vega a également interprété ses numéros de grandes illusions au cirque. Aux USA dès 1960 en tournée dans le Tom Packs's Circus à Wichita, la Nouvelle Orléans, Saint Louis... En France au Cirque d'Hiver Bouglione et sur la piste du cirque Jean Richard au début des années 80.
Après une carrière internationale, il se retire dans les années 1980. Il décède à l'âge de 77 ans en 2009 en Normandie L'édition 2010 du livre de David Pogue et Bernard Bilis La magie pour les Nuls nomme Michel de la Vega parmi les dix magiciens ayant marqué le petit écran.

## Apparitions télévisuelles
- 36 Chandelles, Jean Nohain, France, 1955-1958

La Nuit électrique à Bruxelles, 1957, Les grandes faille de Trente-six chandelles : LA SNCF, 1957
- Soir d'été aux Ambassadeurs, 1959, Jacques Stany

- The Garry Moore Show, CBS-TV, États-Unis, années 60
- I've Got Secret, Garry Moore, TV-G, 1961-1963 : 11 décembre 1961, 29 janvier 1962, 12 février 1962, 9 décembre 1963
- Aujourd'hui, Michelle Tisseyre, Canadian Boadcasting Corporation
- The Michel de la Vega Show, CFTM-TV, Canada, 1965[14]
- The Hollywood Palace, Nick Vanoff, ABC-TV, Bing Crosby, 1965 : épisode 3.10/épisode 3.7 avec Janet Leigh, Ray Bolger
- Dim Dam Dom, Daisy de Galard et Manette Bertin, ORTF, 1968, avec Jane Birkin
- La Piste aux étoiles, ORTF, 1968[15]
- Musicolor, le bal fermé, 1969, Janine Guyon, Nicole Croisille, Michel Muller, Jacques Ferrière
- À bout portant, Michel de la Vega, ORTF, 1970
- Devine qui est derrière la porte, 24 février 1973, ORTF, Jean-Marc Thibault
- The Mike Douglas Show, 1966-1979 : Episode 5.141 en 1966/Episode 18.134 en 1979 avec George Miller
- Avis de recherche, Jean Richard, TF1, 1982, Gérard Lenorman, Pascal Danel
- La Dernière Séance, Eddy Mitchell, France 3, 1985